# Ophiopristis dissidens
Ophiopristis dissidens is een slangster uit de familie Ophiacanthidae.
De wetenschappelijke naam van de soort werd in 1905 gepubliceerd door René Koehler.